# Gravitational keyhole
Ein gravitational keyhole, wörtlich Gravitationsschlüsselloch, ist ein schmales Gebiet in der Nähe eines Planeten, das potenzielle Bahnen eines vorbeifliegenden Asteroiden oder Kometen umfasst, die bei einer späteren, erneuten Annäherung zu einem Impakt führen. Das Wort „Schlüsselloch“ verdeutlicht die Winzigkeit des Gebietes im Vergleich zur großen Unsicherheit der Vorhersage der Bahn. Der Begriff wurde 1999 von P. W. Chodas geprägt und erlangte im Januar 2005 öffentliches Interesse, als klar wurde, dass die Bahn des erst seit einem halben Jahr bekannten Asteroiden (99942) Apophis im Jahre 2029 zwar nicht mit einem Impakt auf die Erde endet, aber möglicherweise zu einem von mehreren Schlüssellöchern gehören könnte und damit geradewegs zu einem Einschlag im Jahre 2036 oder 2037 führen würde. Dies konnte 2012 durch neue Beobachtungen des Asteroiden ausgeschlossen werden.
Schlüssellöcher ähneln den Bildern von Gravitationslinsen. Es sind verzerrte Abbilder des Planeten aus der fernen Zukunft. Die Abbildung wird allerdings nicht durch Licht vermittelt, sondern durch die potenziellen Bahnen des Impaktors, die nach den Gesetzen der Himmelsmechanik berechnet werden. Schlüssellöcher werden nach den Anzahlen der Umläufe bezeichnet, die der Planet bzw. der Impaktor zwischen dem Vorbeiflug und dem Einschlag um die Sonne zurücklegen. So umfasst das „7:6-resonance keyhole“ für den Vorbeiflug von Apophis 2029 jene Bahnen, auf denen Apophis nach genau sechs weiteren Umläufen um die Sonne innerhalb von genau sieben Jahren auf die Erde treffen würde.
Es gibt zahlreichere, weitaus kleinere sekundäre Schlüssellöcher, deren Bahnen zwischen dem ersten Vorbeiflug und dem Einschlag eine weitere Begegnung enthalten.

## Hintergrund
Durch Ungenauigkeiten der einzelnen Beobachtungen des Asteroiden, systematische Fehler im astrometrischen Bezugssystem sowie grob geschätzte nicht-gravitative Bahnstörungen, insbesondere den Yarkovsky-Effekt, ist die Position des Asteroiden relativ zum Planeten unsicher in allen Raumdimensionen. Typischerweise hat die Aufenthaltsverteilung die Form eines Haars, also lang, dünn und gebogen, weil die visuellen Beobachtungen lediglich zweidimensionale Positionen am Himmel liefern, aber keine Entfernungen. Durch Einbeziehen von Beobachtungen über einen längeren Zeitraum verkürzt sich die Verteilung auf eine mehrdimensionale Normalverteilung, die in der Projektion entlang der Relativgeschwindigkeit als Ellipse neben dem Planeten erscheint. Die Ebene, in die projiziert wird, heißt b-Ebene, nach dem Stoßparameter  b. In ihrem Ursprung liegt der Planet.
Je nach der Lage der Bahn in dieser Ebene ändern sich die Richtung und die kinetische Energie des Asteroiden nach dem Vorbeiflug. Die Bahnenergie ist direkt verknüpft mit der Länge der großen Halbachse und der Periodenlänge des Umlaufs. Falls die Bahnperiode nach dem Vorbeiflug in einem ganzzahligen Verhältnis zur Bahnperiode des Planeten steht, wird es nach entsprechend vielen Umläufen eine weitere nahe Begegnung geben. Nach einer Theorie von Ernst Öpik bilden die Bahnen mit einem bestimmten Resonanzverhältnis einen Kreis in der b-Ebene. Auf diesem Kreis (oder durch Bahnstörungen knapp daneben) liegen der Planet und zwei Schlüssellöcher. Die Form der Schlüssellöcher ist die dünner, langer Ellipsen, die sich bogenförmig an den Kreis schmiegen. Dasjenige Schlüsselloch, das dichter beim Planeten liegt, ist kürzer und dünner, denn die auffächernde Wirkung des Gravitationsfeldes nimmt mit b ab. Das oben genannte „7:6-resonance keyhole“ für Apophis hat eine Breite von etwa 600 Metern, die aktuelle (2012) Schätzung für die Bahn liegt fast 2000 km von diesem Schlüsselloch entfernt – und über 38.000 km vom Erdmittelpunkt.

## Maßnahmen
Da gravitative Schlüssellöcher sehr schmal sind, darf und sollte man sich mit Abwehrmaßnahmen Zeit lassen. Mit großer Wahrscheinlichkeit wird sich früh genug – mehrere Jahre vor der Begegnung – herausstellen, dass sich die Wahrscheinlichkeitsellipse neben dem Schlüsselloch zusammenzieht. Sollte das nicht passieren, so reicht ein sanfter Stoß, um in relativ kurzer Zeit die Bahn weit genug – einen oder zwei Kilometer – zu verlagern.
Im Vergleich dazu müsste nach dem Flug durch ein Schlüsselloch ein weit größerer Aufwand betrieben werden, denn dann betrüge die nötige Bahnverlagerung einige Erdradien. Der Unterschied beruht auf derselben Wirkung des nahen Vorbeiflugs, der auch die Schlüssellöcher ihre Existenz verdanken: In Vorwärtsrichtung werden Bahnunterschiede vergrößert, in Rückwärtsrichtung schrumpft das Bild des Planeten auf eine zierliche Sichel.